# Alvania filosa
Alvania filosa är en snäckart som beskrevs av Carpenter 1864. Alvania filosa ingår i släktet Alvania och familjen Rissoidae. Inga underarter finns listade i Catalogue of Life.